# Udenisht
Udenisht è una frazione del comune di Pogradec in Albania (prefettura di Coriza).
Fino alla riforma amministrativa del 2015 era comune autonomo, dopo la riforma è stato accorpato, insieme agli ex-comuni di Buçimas, Çërravë, Dardhas, Pogradec, Proptisht, Trebinjë e Velçan a costituire la municipalità di Pogradec.

## Località
Il comune era formato dall'insieme delle seguenti località:
- Udenisht
- Memlisht
- Cervenake
- Piskupat
- Lin
- Buqe